# Kapel van Hoogelande
De kapel van Hoogelande is een kapel in de Grijpskerker buurtschap Hoogelande, gelegen aan Hogelandseweg 1.

## Geschiedenis
In 1189 werd in het dorpje Hoogelande een kapel gesticht, welke gewijd was aan Sint-Martinus. De kapel was ondergeschikt aan de parochie van Westmonster te Middelburg. In de 15e eeuw werd de kapel vergroot tot een kerkje, maar tijdens het Beleg van Middelburg (1572-1574) werd het gebouw grotendeels verwoest, slechts enkele muurresten van het koor bleven bestaan. Ook het dorpje Hoogelande verdween grotendeels en is nu een kleine buurtschap.
In 1912 werd de kapel met omgeving aangekocht door P.W.M. Hoegen, om er te jagen. Na enkele verervingen werd de kapel kort na 1986 geschonken aan Stichting Kapel van Sint Maarten.
In 1965 werd het koor gerestaureerd en kwam een beplanting om de kapel tot stand. Tegenwoordig is het gebouw in gebruik als kapel, trouw- en dooplocatie en voor culturele evenementen. Bij de kerk is er een begraafplaats voor de inwoners van Hoogelande.

## Gebouw
Het huidige gebouw is uitgevoerd in baksteen in gotische stijl. Er is een driezijdig gesloten koor en de voorgevel wordt gesierd door een kleine klokkengevel, waarin echter geen klokken hangen.

## Externe verwijzing
- Website van de 'Stichting Kapel van Sint-Maarten'